# Aarstiderne
|  | Denne artikel er om en virksomhed. Der er også en episode i tv-serien klovn med samme navn: se Årstiderne (Klovn-afsnit). |
Aarstiderne A/S er en dansk internetvirksomhed stiftet i 1999, der begyndte med at levere økologiske frugter og grøntsager ved bestilling via internettet. Med tiden har sortimentet udviklet sig til også at omfatte fisk, kød, brød og kolonialvarer.
Udover at købe varer fra en række private leverandører i ind- og udland dyrker Aarstiderne egne produkter på Billeslund i Sønderjylland. Aarstidernes pakkeri holder til på Barritskov, og derudover forpagtes Krogerup Avlsgård i Humlebæk, hvorfra Aarstidernes kunderelationer administreres.

## Historie
Aarstidernes historie begyndte i 1996, da Thomas Harttung grundlagde foreningen Barritskov Grøntsagshave. Året efter åbnede Søren Ejlersen Urtekompagniet, der var en vestsjællandsk søsterhave til Barritskov Grøntsagshave. I januar 1999 slog de sig sammen og skabte Aarstiderne i den nuværende form. Aarstidernes administrerende direktør er siden 2003 Annette Hartvig Larsen.
Virksomheden begyndte med 2.000 kunder i 1999[kilde mangler], og i takt med at interessen for økologi og sundhed er steget, er kundeantallet vokset. I dag leverer man til ca. 45.000 kunder i Danmark og Sverige.
I august 2004 åbnede Aarstiderne i Sverige. Den svenske gren hedder Årstiderna og leverede i første omgang til Malmø-området, men omfatter i 2019 Uppsala, Stockholm, Göteborg, Ängelholm, Trelleborg, Umeå og en række mindre byer.

### Hæder
Time Magazine har kåret Thomas Harttung til en af Heroes of the Environment 2009. Aarstiderne vandt i 2016 FDIH's e-handelspris i kategorien Guldprisen og brancheprisen (i kategorien Fødevarer til døren). I 2016 vandt Aarstiderne ligeledes guld i kategorien Entreprenurial Award ved European E-Commerce Awards i Barcelona.